# クロスワールドレイディオ
クロスワールドレイディオは、Windows専用ゲーム『CROSS WORLD 見知らぬ空のエターティア』の情報発信番組として、音泉で配信されていたインターネットラジオ番組。オープニングのタイトルコール上は「阿澄佳奈と井口裕香と徳永愛のクロスワールドレイディオ」とコールされている。

## 番組放送期間
2005年（平成17年）における本番組の流れは以下のとおり。
6月30日　プレ放送開始
7月 2日　サタデーナイトメインイベント前にお出かけ公開録音開催
7月 7日　本放送開始
9月25日　ゲーム発売記念イベント「Over The Sky」にて公開録音
12月29日　放送終了

## 出演者
メインパーソナリティ
阿澄佳奈（パティ・アーリア 役）
井口裕香（姫乃樹月歌 役）
徳永愛（レン・ラルファ・アーシャ 役）
コーナーパーソナリティ
新谷良子（メローネ・マルシュ 役）

## コーナー
ふつおた
普通のお便りを募集
四文字熟語塾＜レンのコーナー＞
新しい四文字熟語を造語するコーナー。リスナーには素材となる2文字熟語を作って送る

3人の中で一番為にならない意味の四文字熟語だった人はエンディングで罰ゲームを受けることになる（同コーナーが行われなかった場合は「おねがい!神様!」で一番足を引っ張った人が罰ゲームの対象となる）
おねがい!神様!＜月歌のコーナー＞
リスナーが神様に叶えてもらいたい願い事を送ってもらい、3人で連想ゲーム「ピンクで丸いもの!」のお題にクリアできたらその願いが成就する
3回中、1回でも成功すればお賽銭なし、全部失敗した場合は3人が自腹でお賽銭にお金を入れる（ゲストがいる場合も同様）
お金については自分で高額だと思った金額を入れるため、特にいくらかというのは定まっていない。そのため1円がよく入れられることが多い
クロスワールド－なになぜな～にのエターティア＜メローネのコーナー＞
メローネ扮する新谷が「クロスワールド」に関しての作品を紹介していくコーナー。リスナーから送られたお便り・質問もここで紹介される

なお（新谷本人もトークで別人のような扱いの話をしていることから）同一人物扱いをしていない模様で、前半部分はメローネ、後半部分は素に戻って新谷のトークという配分になっている

また「なになぜな～に」の部分は毎週変わっていた（第6回放送時に説明）が、正式に上記のタイトル（第15回放送時）と決定した
やれんのか?やれねぇんなら帰れ!クロスワールド男塾＜パティのコーナー＞
「四文字熟語塾」の敗者がエンディングで受ける痛々しい罰ゲームを募集中